# Дюга, Гюстав
Гюстав Дюга (фр. Gustave Dugat; 1824, Оранж, департамент Воклюз — 1894, Баржоль, департамент Вар) — французский востоковед.
В 1844 г. прибыл в Алжир как секретарь комиссии, направленной для устройства там военной тюрьмы и возглавлявшейся его отцом. Затем изучал арабский, турецкий и персидский языки в парижской Школе живых восточных языков. Вслед за отцом значительную часть жизни проработал в Министерстве внутренних дел Франции, занимаясь тюремным ведомством. В то же время уделял много внимания развитию образования и просвещения как среди арабов Алжира, так и во Франции (в частности, по инициативе Дюга значительно расширилось изучение арабского языка в учебных заведениях Парижа).
Опубликовал учебник «Французская грамматика для арабов» (фр. Grammaire française à l’usage des arabes; 1854), два заметных обзорных труда — двухтомную «Историю востоковедов Европы с XII по XIX вв.» (фр. Histoire des orientalistes de l'Europe du XIIe au XIXe siècle; 1868-70) и «Историю мусульманских философов и богословов в 632—1258 гг.» (фр. Histoire des Philosophes et des Théologiens Musulmans (de 632 á 1258 de J.C.); 1878). Перевёл ряд сочинений с арабского языка на французский — в том числе книгу размышлений Абд аль-Кадира «Призыв к мыслящему, предостережение равнодушному» (1858).